# 阿诺·蒙特堡
阿诺·蒙特堡（法語：Arnaud Montebourg，法語發音：[aʁno mɔ̃t.buʁ]；1962年10月30日—）是法国政治家，前法国工业和振兴部长，曾任索恩-卢瓦尔省第六选区法国国会议员（1997年-2012年）和索恩-卢瓦尔省省委员会主席（2008年-2012年）。蒙特堡是社会党成员，是2011年法国总统党内初选的候选人之一。
蒙特堡出生在涅夫勒省克拉姆西，父亲米歇尔·蒙特堡出生于1933年，是法国经济与财政部的文员，母亲莱拉·乌尔德·卡迪于1939年出生在瓦赫兰，是拥有阿尔及利亚血统的教授，来自于哈希姆一个瓦利家族。